# Strømmen Idrettsforening 2014
Questa voce raccoglie le informazioni riguardanti lo Strømmen Idrettsforening nelle competizioni ufficiali della stagione 2014.

## Stagione
Lo Strømmen ha chiuso la stagione al decimo posto in classifica, mentre l'avventura nel Norgesmesterskapet 2014 si è conclusa al terzo turno, con l'eliminazione per mano del Sogndal. Mustapha Achrifi e Kristian Jahr sono stati i calciatori più utilizzati in stagione con 31 presenze, 28 delle quali in campionato e 3 in coppa; lo stesso Achrifi e Madiou Konate sono stati anche i migliori marcatori con 8 realizzazioni, tutte in campionato.

## Rosa
| N. |                        | Ruolo | Calciatore           |
| -- | ---------------------- | ----- | -------------------- |
| 1  | Stati Uniti (bandiera) | P     | David Bingham        |
| 1  | Islanda (bandiera)     | P     | Haraldur Björnsson   |
| 2  | Norvegia (bandiera)    | D     | Thor Lange           |
| 3  | Namibia (bandiera)     | D     | Miguel Hamutenya     |
| 4  | Norvegia (bandiera)    | D     | Kristian Jahr        |
| 5  | Norvegia (bandiera)    | D     | Steinar Strømnes     |
| 6  | Norvegia (bandiera)    | D     | Fredrik Nilsen       |
| 7  | Norvegia (bandiera)    | C     | Eirik Schulze        |
| 8  | Norvegia (bandiera)    | C     | Mustapha Achrifi     |
| 9  | Norvegia (bandiera)    | A     | Mahmoud El Haj       |
| 10 | Norvegia (bandiera)    | C     | Daniel Moen Hansen   |
| 11 | Norvegia (bandiera)    | A     | Martin Ramsland      |
| 12 | Norvegia (bandiera)    | P     | Stian Bolstad        |
| 14 | Norvegia (bandiera)    | C     | Ulrich Østigård Ness |

| N. |                     | Ruolo | Calciatore               |
| -- | ------------------- | ----- | ------------------------ |
| 15 | Norvegia (bandiera) | D     | Kim Skogsrud             |
| 15 | Norvegia (bandiera) | A     | Esben Rashid             |
| 16 | Norvegia (bandiera) | C     | Espen Rødsand            |
| 17 | Norvegia (bandiera) | C     | Vetle Dragsnes           |
| 18 | Serbia (bandiera)   | D     | Igor Mirčeta             |
| 19 | Norvegia (bandiera) | D     | Tom Kristoffersen        |
| 20 | Nigeria (bandiera)  | A     | George White Agwuocha    |
| 21 | Norvegia (bandiera) | D     | Johannes Grødtlien       |
| 22 | Norvegia (bandiera) | A     | Ole Marius Aasen         |
| 23 | Norvegia (bandiera) | A     | Kristian Emil Bjørndalen |
| 23 | Norvegia (bandiera) | D     | Marius Amundsen          |
| 25 | Svezia (bandiera)   | P     | Samuel Dirscher          |
| 31 | Norvegia (bandiera) | C     | Mathias Verket Dekko     |
| 82 | Senegal (bandiera)  | P     | Madiou Konate            |

## Calciomercato

### Sessione invernale(dal 01/01 al 31/03)
| Arrivi | Arrivi                | Arrivi       | Arrivi     |
| R.     | Nome                  | da           | Modalità   |
| ------ | --------------------- | ------------ | ---------- |
| P      | Haraldur Björnsson    | Sarpsborg 08 | prestito   |
| D      | Tom Kristoffersen     |              | svincolato |
| D      | Igor Mirčeta          | Acharnaïkos  | definitivo |
| C      | Vetle Dragsnes        |              | svincolato |
| C      | Espen Rødsand         |              | svincolato |
| C      | Eirik Schulze         |              | svincolato |
| A      | Ole Marius Aasen      |              | svincolato |
| A      | Esben Rashid          |              | svincolato |
| A      | George White Agwuocha | Odd          | definitivo |

| Partenze         | Partenze              | Partenze     | Partenze      |
| R.               | Nome                  | a            | Modalità      |
| ---------------- | --------------------- | ------------ | ------------- |
| P                | Arild Østbø           | Viking       | fine prestito |
| D                | Paul Addo             | Odd          | fine prestito |
| D                | Jan Tore Amundsen     |              | ritiro        |
| D                | Martin Jørgensen      |              | svincolato    |
| D                | Henrik Nordnes        |              | svincolato    |
| D                | Erik Torud            |              | svincolato    |
| D                | François Yabré        |              | svincolato    |
| C                | Robin Daly            | Lørenskog    | definitivo    |
| C                | Dan Alberto Fellus    |              | svincolato    |
| C                | Johannes Hain         |              | svincolato    |
| C                | Kristoffer Tokstad    | Sarpsborg 08 | definitivo    |
| A                | Brandtzæg             |              | svincolato    |
| A                | Simen Møller          |              | svincolato    |
| A                | Stian Rasch           | Mjøndalen    | definitivo    |
| Altre operazioni |                       |              |               |
| R.               | Nome                  | da           | Modalità      |
| A                | George White Agwuocha | Odd          | fine prestito |

### Sessione estiva(dal 15/07 al 15/08)
| Arrivi | Arrivi        | Arrivi           | Arrivi     |
| R.     | Nome          | da               | Modalità   |
| ------ | ------------- | ---------------- | ---------- |
| P      | David Bingham | S.J. Earthquakes | prestito   |
| A      | Madiou Konate |                  | svincolato |

| Partenze | Partenze              | Partenze     | Partenze      |
| R.       | Nome                  | a            | Modalità      |
| -------- | --------------------- | ------------ | ------------- |
| P        | Haraldur Björnsson    | Sarpsborg 08 | fine prestito |
| D        | Marius Amundsen       | Lillestrøm   | definitivo    |
| A        | George White Agwuocha |              | svincolato    |

## Risultati

### 1. divisjon

#### Girone di andata
| Arbitro: | Borgersen (Oslo) |

|                         |           |             |
| V. Lysvoll 56’ Råde 65’ | Marcatori | 72’ Schulze |

| Arbitro: | Hagenes |

|                       |           |  |
| Aasen 55’ Achrifi 90’ | Marcatori |  |

| Arbitro: | Gya |

|                                          |           |  |
| Kapidžić 3’, 56’ Gauseth 64’ Haglund 90’ | Marcatori |  |

| Arbitro: | Gjermshus |

|                          |           |                       |
| Amundsen 6’ Agwuocha 84’ | Marcatori | 31’ Nedrebø 90’ Aalbu |

| Strømmen 1º maggio 2014, ore 18:00 5ª giornata                                                  | Strømmen  | 3 – 3 referto               | Kristiansund BK | Strømmen Stadion (380 spett.) |
| \| \| \| \| \| Achrifi 64’ Agwuocha 75’ Jahr 85’ \| Marcatori \| 12’, 56’ Kalludra 61’ Bamba \| |           |                             |                 |                               |
|                                                                                                 |           |                             |                 |                               |
| Achrifi 64’ Agwuocha 75’ Jahr 85’                                                               | Marcatori | 12’, 56’ Kalludra 61’ Bamba |                 |                               |

| Arbitro: | Thorsø Hansen |

|                    |           |                    |
| Aursnes 60’ (rig.) | Marcatori | 70’ (rig.) Achrifi |

| Arbitro: | Gjermshus |

|                                                             |           |                            |
| El Haj 11’ Achrifi 38’ (rig.), 63’ Amundsen 42’ Schulze 72’ | Marcatori | 4’ Andresen 51’, 90’ Anene |

| Arbitro: | Hansen (Feda) |

|  |           |                          |
|  | Marcatori | 26’ Mirčeta 78’ Dragsnes |

| Arbitro: | Hagenes |

|  |           |                                                  |
|  | Marcatori | 39’ Moldskred 46’ R. Johansen 69’ Kind Bendiksen |

| Arbitro: | Steen |

|               |           |  |
| Kirkevold 41’ | Marcatori |  |

| Strømmen 29 maggio 2014, ore 18:00 11ª giornata         | Strømmen  | 0 – 2 referto         | Fredrikstad | Strømmen Stadion (655 spett.) |
| \| \| \| \| \| \| Marcatori \| 20’ Begby 39’ Nystrøm \| |           |                       |             |                               |
|                                                         |           |                       |             |                               |
|                                                         | Marcatori | 20’ Begby 39’ Nystrøm |             |                               |

| Arbitro: | Borgersen (Oslo) |

|           |           |                                                |
| Tveita 7’ | Marcatori | 4’ Agwuocha 44’ Schulze 51’ El Haj 84’ Mirčeta |

| Arbitro: | Eskås |

|                                  |           |  |
| Næss 25’ (rig.) Lie Skålevik 54’ | Marcatori |  |

| Arbitro: | Lundby (Bøverbru) |

|                                                                                      |           |  |
| Schulze 52’ Sigurðsson 54’ (aut.) Amundsen 60’ Svendsen 69’ (aut.) Agwuocha 82’, 87’ | Marcatori |  |

| Arbitro: | Gya |

|               |           |             |
| Lagerblom 37’ | Marcatori | 83’ Mirčeta |

#### Girone di ritorno
| Arbitro: | Steen |

|                                      |           |                 |
| Achrifi 41’ (rig.), 50’ Agwuocha 71’ | Marcatori | 54’ (rig.) Nome |

| Arbitro: | Thorsø Hansen |

|                                                   |           |  |
| R. Johansen 17’, 26’ Andersen 68’ J. Johansen 90’ | Marcatori |  |

| Arbitro: | Telle |

|            |           |                    |
| Konate 15’ | Marcatori | 64’ Normann Hansen |

| Arbitro: | Borgersen (Oslo) |

|                |           |  |
| Lehne Olsen 8’ | Marcatori |  |

| Strømmen 13 agosto 2014, ore 19:00 20ª giornata                                                   | Strømmen  | 4 – 1 referto | Hødd | Strømmen Stadion (327 spett.) |
| \| \| \| \| \| Aasen 38’ Achrifi 51’ Strømnes 58’ Grodås 75’ (aut.) \| Marcatori \| 8’ Aursnes \| |           |               |      |                               |
|                                                                                                   |           |               |      |                               |
| Aasen 38’ Achrifi 51’ Strømnes 58’ Grodås 75’ (aut.)                                              | Marcatori | 8’ Aursnes    |      |                               |

| Arbitro: | Thorsø Hansen |

|  |           |                                            |
|  | Marcatori | 42’ (rig.) Landro 72’ Vevatne 77’ Midtsian |

| Arbitro: | Borgersen (Oslo) |

|                                             |           |  |
| Rødsand 6’ Torske 38’ Kalludra 56’ Coly 71’ | Marcatori |  |

| Arbitro: | Jonsson Trædal |

|                                                    |           |             |
| Aasen 26’, 60’, 68’ Schulze 45’ Jahr 65’ Lange 90’ | Marcatori | 27’ Wirstad |

| Arbitro: | Steen |

|           |           |                          |
| Olsen 50’ | Marcatori | 55’ Schulze 88’ Agwuocha |

| Arbitro: | Hansen (Feda) |

|                     |           |  |
| Moen Hansen 2’, 43’ | Marcatori |  |

| Arbitro: | Steen |

|          |           |                     |
| Berg 52’ | Marcatori | 19’ (aut.) Pedersen |

| Arbitro: | Smehus Kringstad |

|                             |           |  |
| Konate 29’, 53’, 72’ (rig.) | Marcatori |  |

| Arbitro: | Gya |

|                                      |           |                               |
| Seck 5’ Hæstad 16’ Larsen 28’ (rig.) | Marcatori | 11’ Hamutenya 43’ Moen Hansen |

| Arbitro: | Helgerud (Lier) |

|                                  |           |                                                      |
| Konate 8’, 25’, 36’ Dragsnes 47’ | Marcatori | 49’, 68’ H. Lysvoll 63’ Kristoffersen 64’ V. Lysvoll |

| Arbitro: | Smehus Kringstad |

|                                 |           |                                                         |
| Åsen 49’ Reginiussen 75’ (rig.) | Marcatori | 35’ Moen Hansen 50’ El Haj 54’ Konate 90’ Østigård Ness |

### Norgesmesterskapet
| Nordkisa 24 aprile 2014, ore 18:00 Primo turno                             | Hauerseter | 1 – 2 referto           | Strømmen | Nordkisa Stadion (150 spett.) |
| \| \| \| \| \| Eggen Sæther 60’ \| Marcatori \| 22’ El Haj 81’ Agwuocha \| |            |                         |          |                               |
|                                                                            |            |                         |          |                               |
| Eggen Sæther 60’                                                           | Marcatori  | 22’ El Haj 81’ Agwuocha |          |                               |

| Strømmen 7 maggio 2014, ore 18:00 Secondo turno                  | Strømmen  | 3 – 0 referto | Asker | Strømmen Stadion (122 spett.) |
| \| \| \| \| \| Agwuocha 10’ Dragsnes 44’, 80’ \| Marcatori \| \| |           |               |       |                               |
|                                                                  |           |               |       |                               |
| Agwuocha 10’ Dragsnes 44’, 80’                                   | Marcatori |               |       |                               |

| Arbitro: | Steen |

|                             |           |  |
| Otoo 47’, 66’ T. Nilsen 52’ | Marcatori |  |

## Statistiche

### Statistiche di squadra
| Competizione       | Punti | In casa | In casa | In casa | In casa | In casa | In casa | In trasferta | In trasferta | In trasferta | In trasferta | In trasferta | In trasferta | Totale | Totale | Totale | Totale | Totale | Totale | DR  |
| Competizione       | Punti | G       | V       | N       | P       | Gf      | Gs      | G            | V            | N            | P            | Gf           | Gs           | G      | V      | N      | P      | Gf     | Gs     | DR  |
| ------------------ | ----- | ------- | ------- | ------- | ------- | ------- | ------- | ------------ | ------------ | ------------ | ------------ | ------------ | ------------ | ------ | ------ | ------ | ------ | ------ | ------ | --- |
| 1. divisjon        | 41    | 15      | 7       | 5       | 3       | 41      | 26      | 15           | 4            | 3            | 8            | 18           | 28           | 30     | 11     | 8      | 11     | 59     | 54     | +5  |
| Norgesmesterskapet | -     | 1       | 1       | 0       | 0       | 3       | 0       | 2            | 1            | 0            | 1            | 2            | 4            | 3      | 2      | 0      | 1      | 5      | 4      | +1  |
| Totale             | -     | 16      | 8       | 5       | 3       | 44      | 26      | 17           | 5            | 3            | 9            | 20           | 32           | 33     | 13     | 8      | 12     | 64     | 58     | +10 |

### Andamento in campionato
| Giornata  | 1 | 2 | 3 | 4 | 5 | 6 | 7 | 8 | 9 | 10 | 11 | 12 | 13 | 14 | 15 | 16 | 17 | 18 | 19 | 20 | 21 | 22 | 23 | 24 | 25 | 26 | 27 | 28 | 29 | 30 |
| --------- | - | - | - | - | - | - | - | - | - | -- | -- | -- | -- | -- | -- | -- | -- | -- | -- | -- | -- | -- | -- | -- | -- | -- | -- | -- | -- | -- |
| Luogo     | T | C | T | C | C | T | C | T | C | T  | C  | T  | T  | C  | T  | C  | C  | T  | T  | C  | C  | T  | C  | T  | C  | T  | C  | T  | C  | T  |
| Risultato | P | V | P | N | N | N | V | V | P | P  | P  | V  | P  | V  | N  | V  | P  | N  | P  | V  | P  | P  | V  | V  | N  | N  | V  | P  | N  | V  |
| Posizione |   |   |   |   |   |   |   |   |   |    |    |    |    |    |    |    |    |    |    |    |    |    |    |    |    |    |    |    |    | 10 |

Fonte:  1. divisjon 2014, su altomfotball.no, Altomfotball. URL consultato il 29 aprile 2015 (archiviato dall'url originale il 17 aprile 2015).
Legenda:

Luogo: C = Casa; T = Trasferta. Risultato: V = Vittoria; N = Pareggio; P = Sconfitta.

### Statistiche dei giocatori
| Giocatore        | 1. divisjon | 1. divisjon | 1. divisjon | 1. divisjon | Norgesmesterskapet | Norgesmesterskapet | Norgesmesterskapet | Norgesmesterskapet | Coppe europee | Coppe europee | Coppe europee | Coppe europee | Altre coppe | Altre coppe | Altre coppe | Altre coppe | Totale   | Totale | Totale      | Totale     |
| Giocatore        | Presenze    | Reti        | Ammonizioni | Espulsioni  | Presenze           | Reti               | Ammonizioni        | Espulsioni         | Presenze      | Reti          | Ammonizioni   | Espulsioni    | Presenze    | Reti        | Ammonizioni | Espulsioni  | Presenze | Reti   | Ammonizioni | Espulsioni |
| ---------------- | ----------- | ----------- | ----------- | ----------- | ------------------ | ------------------ | ------------------ | ------------------ | ------------- | ------------- | ------------- | ------------- | ----------- | ----------- | ----------- | ----------- | -------- | ------ | ----------- | ---------- |
| O. Aasen         | 16          | 5           | 0           | 0           | 0                  | 0                  | 0                  | 0                  |               |               |               |               |             |             |             |             | 16       | 5      | 0           | 0          |
| M. Achrifi       | 28          | 8           | 3           | 1           | 3                  | 0                  | 1                  | 0                  |               |               |               |               |             |             |             |             | 31       | 8      | 4           | 1          |
| G. Agwuocha      | 24          | 7           | 2           | 1           | 3                  | 1                  | 1                  | 0                  |               |               |               |               |             |             |             |             | 27       | 8      | 3           | 1          |
| M. Amundsen      | 16          | 3           | 2           | 0           | 3                  | 0                  | 0                  | 0                  |               |               |               |               |             |             |             |             | 19       | 3      | 2           | 0          |
| D. Bingham       | 9           | -18         | 1           | 0           | -                  | -                  | -                  | -                  |               |               |               |               |             |             |             |             | 9        | -18    | 1           | 0          |
| K. Bjørndalen    | 1           | 0           | 0           | 0           | 0                  | 0                  | 0                  | 0                  |               |               |               |               |             |             |             |             | 1        | 0      | 0           | 0          |
| H. Björnsson     | 16          | -26         | 0           | 0           | 1                  | -3                 | 0                  | 0                  |               |               |               |               |             |             |             |             | 17       | -29    | 0           | 0          |
| S. Bolstad       | 0           | -0          | 0           | 0           | 0                  | -0                 | 0                  | 0                  |               |               |               |               |             |             |             |             | 0        | 0      | 0           | 0          |
| S. Dirscher      | 5           | -10         | 0           | 0           | 2                  | -1                 | 0                  | 0                  |               |               |               |               |             |             |             |             | 7        | -11    | 0           | 0          |
| V. Dragsnes      | 23          | 2           | 0           | 0           | 3                  | 2                  | 0                  | 0                  |               |               |               |               |             |             |             |             | 26       | 4      | 0           | 0          |
| M. El Haj        | 26          | 3           | 6           | 1           | 2                  | 1                  | 0                  | 0                  |               |               |               |               |             |             |             |             | 28       | 4      | 6           | 1          |
| J. Grødtlien     | 1           | 0           | 0           | 0           | 0                  | 0                  | 0                  | 0                  |               |               |               |               |             |             |             |             | 1        | 0      | 0           | 0          |
| M. Hamutenya     | 28          | 1           | 2           | 0           | 1                  | 0                  | 0                  | 0                  |               |               |               |               |             |             |             |             | 29       | 1      | 2           | 0          |
| K. Jahr          | 28          | 2           | 1           | 0           | 3                  | 0                  | 1                  | 0                  |               |               |               |               |             |             |             |             | 31       | 2      | 2           | 0          |
| M. Konate        | 11          | 8           | 1           | 1           | -                  | -                  | -                  | -                  |               |               |               |               |             |             |             |             | 11       | 8      | 1           | 1          |
| T. Kristoffersen | 6           | 0           | 0           | 0           | 2                  | 0                  | 0                  | 0                  |               |               |               |               |             |             |             |             | 8        | 0      | 0           | 0          |
| T. Lange         | 21          | 1           | 5           | 0           | 2                  | 0                  | 0                  | 0                  |               |               |               |               |             |             |             |             | 23       | 1      | 5           | 0          |
| I. Mirčeta       | 25          | 3           | 0           | 0           | 3                  | 0                  | 0                  | 0                  |               |               |               |               |             |             |             |             | 28       | 3      | 0           | 0          |
| D. Moen Hansen   | 24          | 4           | 1           | 0           | 3                  | 0                  | 0                  | 0                  |               |               |               |               |             |             |             |             | 27       | 4      | 1           | 0          |
| F. Nilsen        | 15          | 0           | 1           | 0           | 3                  | 0                  | 0                  | 0                  |               |               |               |               |             |             |             |             | 18       | 0      | 1           | 0          |
| U. Østigård Ness | 5           | 1           | 0           | 0           | 2                  | 0                  | 0                  | 0                  |               |               |               |               |             |             |             |             | 7        | 1      | 0           | 0          |
| M. Ramsland      | 7           | 0           | 2           | 0           | 1                  | 0                  | 0                  | 0                  |               |               |               |               |             |             |             |             | 8        | 0      | 2           | 0          |
| E. Rashid        | 10          | 0           | 0           | 0           | 3                  | 0                  | 0                  | 0                  |               |               |               |               |             |             |             |             | 13       | 0      | 0           | 0          |
| E. Rødsand       | 9           | 0           | 0           | 0           | 0                  | 0                  | 0                  | 0                  |               |               |               |               |             |             |             |             | 9        | 0      | 0           | 0          |
| E. Schulze       | 26          | 6           | 4           | 0           | 1                  | 0                  | 0                  | 0                  |               |               |               |               |             |             |             |             | 27       | 6      | 4           | 0          |
| K. Skogsrud      | 8           | 0           | 1           | 0           | -                  | -                  | -                  | -                  |               |               |               |               |             |             |             |             | 8        | 0      | 1           | 0          |
| S. Strømnes      | 26          | 1           | 3           | 1           | 3                  | 0                  | 0                  | 0                  |               |               |               |               |             |             |             |             | 29       | 1      | 3           | 1          |
| M. Verket Dekko  | 0           | 0           | 0           | 0           | 0                  | 0                  | 0                  | 0                  |               |               |               |               |             |             |             |             | 0        | 0      | 0           | 0          |